# Abdul Ghani Minhat
Abdul Ghani bin Minhat (ur. 23 grudnia 1935 w Rantau, zm. 28 września 2012 w Kuala Lumpur) – malezyjski trener i piłkarz, który występował na pozycji napastnika.
W latach 1956–1966 reprezentant Malezji w barwach której rozegrał 71 meczów, w których zdobył 61 goli i jest drugim najskuteczniejszym piłkarzem w historii reprezentacji, za Mokhtarem Daharim.

## Sukcesy

### Piłkarz

#### Selangor
- Puchar Malezji: 1956, 1959, 1961, 1962, 1963, 1966, 1968
- Puchar FAM: 1953, 1954, 1960, 1962, 1961, 1962

#### Reprezentacyjne
- Igrzyska azjatyckie (brązowy medal): 1962
- Igrzyska Azji Południowo-Wschodniej: 1961
- Puchar Merdeka: 1958, 1959, 1960

#### Wyróżnienia
- Najlepsza jedenastka w historii Malezji według portalu Goal: 2020[2]
- Najlepsza jedenastka w historii reprezentacji Malezji według IFFHS: 2022[3]
- Galeria Sław MKO: 2004[4]

### Trener

#### Selangor
- Puchar Malezji: 1971, 1972, 1984

#### Reprezentacyjne
- Puchar Króla Tajlandii: 1972
- Puchar Merdkea: 1973
- Puchar Niepodległości Wietnamu Północnego: 1971